# 지윤심
지윤심(池允深, ?~?)은 고려 중기와 후기의 무신이다.

## 생애
1217년에 대장군으로서 거란 유민이 세운 대요수국 침입을 막아내는 역할을 했다. 이후 상장군 자리에 오른다.
그는 대장군 최준문, 장군 유송절, 낭장 김덕명과 가까운 사이였으며 1219년에 최충헌의 차남 최향을 후계자로 세우고 장남 최우를 암살할 계획을 세우다가 김덕명의 배반으로 체포되고 만다.
이후 지윤심은 최향, 유송절, 최준문과 함께 유배되었다. 이후 지윤심의 행적은 알려져 있지 않다.

## 지윤심이 등장한 작품
- 《무신》(MBC, 2012년, 배우:구보석)